# Fabio Jakobsen
Fabio Jakobsen, född 31 augusti 1996  i Gorinchem, är en nederländsk professionell landsvägscyklist som tävlar för Team dsm-firmenich PostNL.

## Karriär
Jakobsen har cyklat professionellt sedan 2015. Bland hans meriter kan nämnas en etappvinst i Tour De France och fem etappvinster i Vuelta a España. 2021 tog han hem den sammanlagda poängtävlingen i samma etapplopp. Har har även vunnit EM i linjelopp 2022 och Kuurne–Brussels–Kuurne samma år.

## Krasch
I sprinten på en etapp under Polen runt 2020 kraschade Jakobsen så allvarligt att hans liv var i fara. Dylan Groenewegen blev avstängd från allt tävlande under nio månader för att ha orsakat kraschen.